# Pęplino
Pęplino (deutsch Horst)  ist ein Dorf im Powiat Słupski (Kreis Stolp) der polnischen Woiwodschaft Pommern.

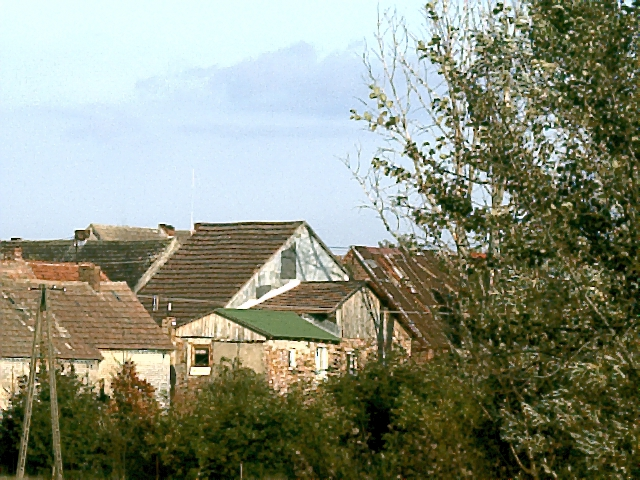
Dorfansicht (2004).

## Geographische Lage
Das Dorf liegt in Hinterpommern, etwa  zwölf Kilometer nordwestlich der Stadt Słupsk (Stolp) und sieben Kilometer südlich der an der Ostsee gelegenen Hafenstadt Ustka (Stolpmünde).

## Geschichte
Nach einem Lehensbrief von 1355 wurde Friedrich Krümmel von Herzog Bogislaw V. mit den Dörfern Dünnow, Lindow, Starkow und Horst belehnt, nachdem er diese mit dem Herzog gegen sein Dorf Sylckstorp (Silligsdorf) eingetauscht hatte. Horst soll sich auch einmal im Besitz des Klosters Belbuck bzw. von dessen Filiale, dem Prämonstratenser-Nonnenkloster zu Stolp, befunden haben.  Es war in Form eines Winkelzeilendorfs angelegt worden. Wie auch das Nachbardorf Starkow hatte Horst einen Freischulzenhof. Um 1784 gab es in Horst einschließlich des Freischulzen 17 Vollbauern, zwei Halbbauern, von denen einer eine Schmiede betrieb, zwei Kossäten, zehn Büdner, einen Schulmeister und insgesamt 33 Haushaltungen. Zu preußischer Zeit gehörte Horst zu den 18 königlichen Dörfern, die dem Amt Stolp unterstanden.
Vor 1945 gehörte Horst zum Landkreis Stolp im Regierungsbezirk Köslin der Provinz Pommern. Die Gemeindefläche war 927 Hektar  groß. Zur Gemeinde Horst gehörten neben dem Dorf Horst die Wohnplätze Alte Reihe, Horster Teich und Neue Reihe. Im Jahr 1925 standen in Horst 99 Wohngebäude. Im Jahr 1939 wurden 131 Haushaltungen und 521 Einwohner gezählt. Im Jahr 1939 gab es in der Gemeinde  98 landwirtschaftliche Betriebe. Im Dorf hatte sich eine Spar- und Darlehenskasse niedergelassen, und es gab ein Baugeschäft, einen Gasthof mit angeschlossener Gemischtwarenhandlung und verschiedene Handwerksbetriebe.
Die Volksschule war dreiklassig. Sie hatte drei Klassen und zwei Lehrer, die nahezu hundert Schulkinder unterrichteten. Auch die Kinder aus dem Ortsteil Neu Dünnow der Gemeinde Dünnow und aus einem Teil der Gemeinde Groß Brüskow gingen in Horst zur Schule. 
Als gegen Ende des Zweiten Weltkriegs die Rote Armee schnell näherrückte, konnte Horst nicht mehr geräumt werden. Das Dorf wurde am  8. März 1945 von sowjetischen Truppen besetzt. Ein Dorfbewohner wurde erschossen. Da die Sowjetarmee die hinterpommersche Ostseeküste zum Sperrgebiet erklärt hatte, mussten alle Bewohner das Dorf vorübergehend verlassen. Sie wichen nach Lossin und Veddin aus und kehrten am 10. Mai 1945 wieder zurück. Nach Kriegsende wurde Horst zusammen mit ganz Hinterpommern Teil Polen. Im August  1945 trafen Polen im Dorf ein und übernahmen Häuser und Gehöfte. Alle Dorfbewohner wurden später vertrieben, die letzten mussten im Oktober 1947 Horst verlassen.
Später wurden in der Bundesrepublik Deutschland 160 und in der DDR 201 aus Horst vertriebene Dorfbewohner ermittelt.
In dem Dorf wohnen heute etwa 355 Personen.

### Die Schulzen, Ortsvorsteher, Bürgermeister
Veylahn                              1530
Michel Dumrese                 1629
Hans Höpner                vor 1638
Jochim Dumrese                1659
Jochim Klähn (Klänen)       1694
Peter Klähn                        1711
Klähn                                  1732
Höpner                                1760
Ernst Friedrich Neumann    1785
Ernst Wilhelm Neumann     1798
Carl Wilhelm Höpner           1835 
Hermann Reinhold Schulz   1877
Johannes Hoffmeister          1937
Hans Hoffmeister                 1945

### Kirchspiel
Die bis 1945 anwesenden Dorfbewohner waren evangelisch.  Horst gehörte zum Kirchspiel von Dünnow und damit zum Kirchenkreis Stolp-Stadt.